# Ulfeldt
Ulfeldt er en uddød, ældgammel dansk adelsslægt. 1635 og 1641 opnåede medlemmer af slægten rigsgrevelig stand.

## Våben
Slægten førte en rød valravn — halv ulv, halv ørn — i sølv felt og en opvoksende rød ulv på hjelmen. Skjoldmærket kendes fra et segl, benyttet 1230, af Peder Strangesen (død 1241).

## Historie
Den navnlig ved sin indflydelse i det 16. og 17. århundrede bekendte adelslægt Ulfeldt optog først i 16. århundrede navnet efter sit våben, en valravn (halv ørn, halv ulv), men førte tidligere tilnavne som vædder og hest. Slægten påvises tidligst 1186 med den i Knud Valdemarsens gavebrev nævnte Strange, hvis søn Peder Strangesen (død 1241), der var gift med Esbern Snares datter Ingeborg, 1230 førte slægtvåbenet. Hans broder Niels Strangesen, der ikke er dokumentarisk påvist, var fader til drosten Absalon Nielsen (død 1305), der 1284 beseglede med Ulfeldt-våbenet. En tredje broder antages at være den Anders Grosen, der var gift med Esbern Snares datter Cecilie, som Morten Pedersøn angiver at være søn af Oluf Graa til Tersløsegård. Anders Grosens sønnesøn, ridderen Absalon Jonsen (nævnt 1320 og 1326) til Broholm var fader til Jakob Absalonsen (nævnt 1319 og 1337), hvis sønner var biskop i Roskilde Niels Jakobsen (død 1395) og Anders Jakobsen (død senest 1383) til Kogsbølle; denne var fader til Erik Andersen (død 1420) til Kogsbølle, hvis sønner var Anders Eriksen (død 1456) til Kogsbølle og ridderen Niels Eriksen (nævnt 1421), der antages i forbindelse med en ufri kvinde at være fader til biskop i Odense Henneke Ulfeldt (død 1459). Anders Eriksens (død 1456) sønner var rigsråderne Claus Andersen (død 1497), Palle Andersen (nævnt 1469 og 1528) til Mullerupgård — hvis søn Christoffer Pallesen Ulfeldt (død 1571) til Skørringe og Lundsgård var fader til proviantmester på Fyn Palle Christoffersen Ulfeldt (død 1571) til Haldager — Eggert Andersen (nævnt 1476 og 1504) til Kragerup, Elmelunde og Højbygård — fader til Claus Eggertsen Ulfeldt (død 1566) til Elmelunde og til dronning Dorotheas hofmesterinde Beate Eggertsdatter Ulfeldt (død 1555), der var gift med rigsråden Niels Bild (død 1540) til Ravnholt — og Ebbe Andersen (nævnt 1468 og 1499) til Kogsbølle, der var fader til Knud Ebbesen Ulfeldt (død 1540) og til Anders Ebbesen (nævnt 1486 og 1507), hvis sønner var fodermarsk Hartvig Andersen Ulfeldt (død 1534), Otte Andersen Ulfeldt (død 1543) til Bjersgård og Jost Andersen Ulfeldt (død 1563) til Moesgård og Østergård. Knud Ebbesen Ulfeldt (død 1540) var fader til rigsråderne, ridderen Corfitz Ulfeldt (død 1563) til Kogsbølle og Jakob Ulfeldt (1535-1593) til Selsø og Kogsbølle, samt til ridderen, rigsråd Ebbe Knudsen Ulfeldt (død 1560) til Svenstrup, hvis sønnesøn, rigsråden Christoffer Ulfeldt (1583-1653) til Svenstrup og Råbelev m.m. var fader til Bjørn Ulfeldt (1615-1656) til Råbelev m.m., til generalmajor, Sveriges Riges Råd, ridderen Ebbe Christoffersen Ulfeldt (1616-1682) til Ferslevsholm m.m., til Edel Ulfeldt (1630-1676) til Næsbyholm, der var gift med rigsadmiralen, gehejmeråd Henrik Bielke (1615-1683), og til ridder Knud Christoffersen Ulfeldt (1609-1657) til Svenstrup, af hvis børn skal nævnes Christopher Ulfeldt (1643-1670) til Svenstrup og Alleslev og Margrethe Ulfeldt (1641-1703), til Totterupholm, der ægtede søhelten Niels Juel (1629-1697).
Ovennævnte rigsråd Jakob Ulfeldt (1535-1593) var fader til Corfitz Ulfeldt (død 1614) til Bavelse — hvis søn var landsdommer i Sjælland Jakob Ulfeldt (død 1630) til Bavelse — til rigsadmiral Mogens Ulfeldt (1569-1616) til Selsø og Tvis Kloster m.m. — hvis søn var admiral Corfitz Ulfeldt (død 1644) til Selsø — og til rigskansler Jakob Ulfeldt (1567-1630) til Kogsbølle, af hvis sytten børn skal nævnes hofmarskal, rigsråd Knud Jakobsen Ulfeldt (1600-1646) til Hverringe, generalfeltmarskal, rigsgreve Frantz Ulfeldt (1601-1636) til Orebygård og rigsfriherreskaberne Herschmanitz og Gratlitz — der 1635 optoges i rigsgrevelig stand, men døde ugift — ridder Laurids Ulfeldt (1605-1659) til Egeskov Slot — hvis datter Anne Sophie Ulfeldt (1647-17AI) tog sig af Leonora Christina efter hendes løsladelse og fulgte hende til Maribo.
Rigshofmester, rigsgreve Corfitz Ulfeldt (1606-1664) til Saltø og Bavelse samt friherreskaberne Herschmanitz og Gratlitz, der 1641 optoges i rigsgrevestanden, oberst Ebbe Jakobsen Ulfeldt (1610-1654) til Urup og Egeskov, Eiler Ulfeldt (1613-1644) til Urup og ridderen Flemming Ulfeldt (1607-1657) til Orebygård, hvis søn ritmester Frederik Ulrik Ulfeldt (1650-1699) til Hammergård, Holris og Nørgård var fader til schoutbynacht Laurids Christoffer Ulfeldt (1678-1762), slægtens sidste mand i Danmark. Rigshofmesteren Corfitz Ulfeldt havde i sit ægteskab med Leonora Christina (1621-1698) ti børn, hvoriblandt kannik, rigsgreve Christian Ulfeldt (1637-1688) og kejserlig general og kammerherre, rigsgreve Leo Ulfeldt (1651-1716), hvis søn, ungarsk hof- og statskansler, rigsgreve Corfitz Anton Ulfeldt (1699-1769) til Goltzsch og Jendkau m.m. var slægtens sidste mand.